# Kyōko Kagawa
Kyōko Kagawa (香川 京子 Kagawa Kyōko?, nacida el 5 de diciembre de 1931) es una actriz japonesa famosa por sus papeles en películas como Tōkyō monogatari, El intendente Sansho y Tengoku to jigoku. Ha aparecido en 118 películas. La más reciente ha sido Ballad en 2009.

## Biografía
Kagawa nació en Tokio en 1931. Originalmente quería convertirse en un bailarina. Fue descubierta por un estudio de cine después de ganar un concurso de belleza y así comenzó su carrera en la actuación. Su primer papel importante en una película fue en Mado Kara Tobidase (Salto fuera de la ventana).
Dio vida a una ama de casa en la película Historias de Tokio en 1953. También apareció en la película famosa El intendente Sansho. Akira Kurosawa la convirtió en uno de sus intérpretes habituales. Realizó el papel de pareja amorosa de Toshiro Mifune, actor masculino habitual para Kurosawa, en varias películas. Este director además contó con ella en Los canallas duermen en paz, Tengoku to jigoku y Barbarroja.
En 1965, Kagawa se casó y se fue a vivir con su marido a la ciudad de Nueva York. Desde este punto, empieza a actuar más en televisión que en la pantalla grande. Más tarde regresó al cine, con películas como Madadayo y Ballad.
A finales de 2011 el Museo Nacional de Arte Moderno de Tokio honró su larga carrera y su contribución al cine japonés con una exposición titulada 'Kyoko Kagawa, Actriz de Película'.

## Filmografía

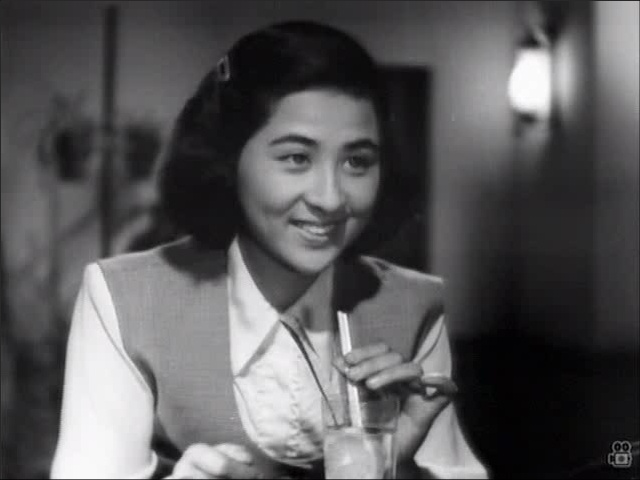
Kyoko Kagawa en la película de 1950 Heroína de Tokio

### Cine
| Año                                              | Título | Personaje            |
| ------------------------------------------------ | --- | -------------------- |
| 1949                                             | Kagewoshitaite                                                                                            |                      |
| 1949                                             | Kikoku (damoi)                                                                                            |                      |
| 1950                                             | Madokaratobidase                                                                                          |                      |
| 1950                                             | Sasameyuki                                                                                                |                      |
| 1950                                             | Tōkyō no hiroin (Tokyo Heroine [Ing])                                                                     |                      |
| 1951                                             | Ginza keshō                                                                                               |                      |
| 1951                                             | Kōgen no eki yo sayōnara                                                                                  |                      |
| 1951                                             | Akatsuki no kyūshū                                                                                        | Yukie Murata         |
| 1952                                             | Shanhai kaeri no Riru                                                                                     |                      |
| 1952                                             | Chakkarifujintoukkarifujin                                                                                |                      |
| 1952                                             | Okaasan (Madre)                                                                                           |                      |
| 1952                                             | Montenrupa no yoru wa fukete                                                                              |                      |
| 1952                                             | Inazuma (Lightning [Ing])                                                                                 |                      |
| 1952                                             | Arashi no Naka no Haha (Man in the Storm [Ing])                                                           |                      |
| 1953                                             | Himeyurinotō                                                                                              |                      |
| 1953                                             | Tōkyō monogatari (Tokyo Story [Ing])                                                                      | Kyōko Hirayama       |
| 1953                                             | Koibumi (Love Letter [Ing])                                                                               |                      |
| 1954                                             | Pànluàn                                                                                                   |                      |
| 1954                                             | Shānjiāo dàfū (Sancho the Bailiff [Ing])                                                                  |                      |
| 1954                                             | Haha no hatsukoi                                                                                          | Asako Midorikawa     |
| 1954                                             | Chikamatsu monogatari (Los amantes crucificados)                                                          | Osan                 |
| 1954                                             | Onna no Koyomi                                                                                            |                      |
| 1955                                             | Nanatsu no kao no gin-ji                                                                                  |                      |
| 1955                                             | Gokumonchō                                                                                                |                      |
| 1955                                             | Shīnomigakuen                                                                                             |                      |
| 1955                                             | Ōshōichidai                                                                                               | Kimiko Sakata        |
| 1955                                             | Seidō no Kirisuto (Christ in Bronze [Ing])                                                                | Monika               |
| 1956                                             | Naze kanojora wa sō natta ka                                                                              |                      |
| 1956                                             | Okusama wa daigakusei                                                                                     |                      |
| 1956                                             | Joshū to tomoni                                                                                           |                      |
| 1956                                             | Shin hirayamonogatari Shizuka to Yoshitsune                                                               |                      |
| 1956                                             | Neko to Shōzō to futari no on na                                                                          |                      |
| 1956                                             | Tiānxià dà fēng                                                                                           |                      |
| 1956                                             | Ruten |                      |
| 1956                                             | Nezumi kozō shinobikomi hikae                                                                             |                      |
| 1956                                             | Kokutai sangokushi                                                                                        |                      |
| 1956                                             | Abare andon                                                                                               |                      |
| 1956                                             | Morishige yo doko e iku                                                                                   |                      |
| 1956                                             | Shūu (Chaparrón)                                                                                          |                      |
| 1957                                             | On'nagoroshi aburadjigoku                                                                                 |                      |
| 1957                                             | Dìshàng                                                                                                   |                      |
| 1957                                             | Ōsaka monogatari (An Osaka Story [Ing])                                                                   |                      |
| 1957                                             | Yagyuu bugeichō                                                                                           |                      |
| 1957                                             | Donzoko (The Lower Depths [Ing])                                                                          | Kayo                 |
| 1957                                             | On'nadearukoto                                                                                            |                      |
| 1958                                             | Akai jinbaori                                                                                             |                      |
| 1958                                             | A Holiday in Tokyo                                                                                        |                      |
| 1958                                             | Anzukko                                                                                                   | Kyoko                |
| 1959                                             | Nihon tanjō (The Three Treasures [Ing])                                                                   | Princesa Miyazu      |
| 1959                                             | Ningen no kabe                                                                                            |                      |
| 1959                                             | Fēngyún'ér zhītián xìnzhǎng                                                                               |                      |
| 1960                                             | Waruiyatsuhodoyokunemuru (The Bad Sleep Well [Ing])                                                       | Yoshiko Iwabuchi     |
| 1960                                             | Kizu senryō                                                                                               |                      |
| 1960                                             | Yūrei hanjō-ki                                                                                            | O Setsu              |
| 1961                                             | Ōsakajōmonogatari (The Story of Osaka Castle [Ing])                                                       |                      |
| 1961                                             | Kuroi gashū aru sōnan                                                                                     | Masako Iwase         |
| 1961                                             | Mosura (Mothra [Ing])                                                                                     | Michi Hanamura       |
| 1962                                             | Ashita aru kagiri                                                                                         |                      |
| 1962                                             | Saotome-ka no musume-tachi                                                                                |                      |
| 1963                                             | Tengoku to Jigoku (High and Low [Ing])                                                                    | Reiko Gondō          |
| 1965                                             | Akahige (Red Beard [Ing])                                                                                 | Kuángnǚ, mujer loca  |
| 1974                                             | Karei-naru Ichizoku                                                                                       | Ichi ko Mima         |
| 1975                                             | Aru eiga kantoku no shōgai mizoguchi kenji no kiroku (Kenji Mizoguchi: The Life of a Film Director [Ing]) |                      |
| 1978                                             | Tsubasa wa kokoro ni tsukete                                                                              | Kayo Suzuki          |
| 1979                                             | Otoko wa Tsurai yo: Torajirō haru no yume (Tora-san's Dream of Spring [Ing])                              | Madonna              |
| 1990                                             | Shikibu monogatari                                                                                        | Isa Ōtomo            |
| 1993                                             | Mādadayo (Madadayo [Ing])                                                                                 | Esposa               |
| 1993                                             | Aoi kioku manmōkaitaku to shōnen-tachi                                                                    | Narrador             |
| 1995                                             | Fukai kawa                                                                                                |                      |
| 1996                                             | Shall we Dansu?                                                                                           | Keiko Kishikawa      |
| 1999                                             | Wandafuru Raifu (After Life [Ing])                                                                        | Kyōko Watanabe       |
| 2002                                             | Amidadōdayori                                                                                             | Yone Kōda            |
| 2002                                             | Tengoku no hon'ya 〜 koihi                                                                                | Kō Hiyama            |
| 2005                                             | Akaikujiratoshiroihebi                                                                                    | Yasue Amami          |
| 2005                                             | Zìyóu liàn'ài                                                                                             |                      |
| 2008                                             | Ton'nankaku heya ni-kai no on'na                                                                          | Fujiko Natsumi       |
| 2009                                             | BALLAD Na mo naki koinōta                                                                                 | Yoshino              |
| 2013                                             | Intāmisshon                                                                                               | Ella misma           |
| 2015                                             | Qīng shíyǔ                                                                                                | Saki                 |
| 2015                                             | Tōkyō no hi                                                                                               | Tomoko Mi            |
| 2017                                             | Tenshi no Iru Toshokan                                                                                    | Reiko Ashitaka       |
| 2018                                             | Omotenashi                                                                                                |                      |
| 2021                                             | Moruerani no kiri no naka                                                                                 | Fukiko               |
| programada para ser lanzada en el verano de 2021 | Shimamori no Tō                                                                                           | Rin Higa (posguerra) |
| programado para ser lanzado en 2022              | Tōge saigo no samurai (The Pass: Last Days of the Samurai [Ing])                                          | Osada                |

### Televisión
| Año               | Título                                                                 | Personaje                   | Notas                                                                                        |
| ----------------- | ---------------------------------------------------------------------- | --------------------------- | -------------------------------------------------------------------------------------------- |
| 1959              | Irohani Hoheto                                                         | Misa Matsumoto              | KRT. El video aún existe                                                                     |
| 1959              | NHK Taiga Drama                                                        |                             |                                                                                              |
| 1963              | Hana no Shōgai                                                         | Shizu Akiyama               | El video del primer episodio en el que apareció Kagawa aún existe, y el DVD está a la venta. |
| 1970              | "Restos de Kinogi"                                                     | Kumi                        |                                                                                              |
| 1989              | "Lady Kasuga"                                                          | Oficial de Nene             |                                                                                              |
| 1964              | Veinticuatro ojos                                                      | Profesor Oishi              | Canal 12 de Tokio                                                                            |
| 1968-1972         | Suegra                                                                 | Ninja Shimomoto             | TBS                                                                                          |
| 1965-1969         | Sunday Theatre " Gracias por Mama Sunday "                             | Moeko                       | TBS                                                                                          |
| 1968              | Ha llegado una chica del tifón                                         |                             | Asahi Broadcasting Corporation                                                               |
| 1971              | Emperor's Century                                                      | Nomura Nomura               | Asahi Broadcasting Corporation                                                               |
| 1975              | El mañana se ha ido                                                    | Shizue Seto                 | TBS                                                                                          |
| 1975              | Asadora                                                                |                             | NHK                                                                                          |
| 1975              | "Mizuiro no Toki"                                                      | Fusako                      |                                                                                              |
| 1996-1997         | "Futarikko"                                                            | Risako Arisawa              |                                                                                              |
| 2006-2007         | "Imo Tako Nankin"                                                      | Kazuyo Hanaoka              |                                                                                              |
| 1977              | Familia                                                                |                             | TBS                                                                                          |
| 1979              | Onnatachi no Chushinzo                                                 | El papel de siempre         | TBS                                                                                          |
| 1981              | Martes Teatro de suspenso "Spherical Wilderness"                       | Takako Nogami               | NTV                                                                                          |
| 1982              | Buenos días 24 horas                                                   |                             | TBS                                                                                          |
| 1984              | Salida de mi esposa                                                    |                             | TBS                                                                                          |
| 1987              | Chushingura, mujeres, amor                                             | Papel de la tierra de Oishi | TBS                                                                                          |
| 1988              | Drama 23 " ¿¡Ellos!? "                                                 |                             | TBS                                                                                          |
| 1988              | Chushingura, Tiempo de vida                                            | Hamamatsuya Okuni           |                                                                                              |
| 1989              | Kasuga no Tsubone                                                      | Kōdai-in                    |                                                                                              |
| 1990              | White Flag Girl                                                        | Una vaca                    | CX                                                                                           |
| 1992              | Friday Drama Theatre " Housewives 'Zaken na Yo III"                    |                             | CX                                                                                           |
| 1993-1994         | El mundo que cruza son solo demonios                                   | Ayako Tamura                | TBS                                                                                          |
| 1993              | Hayabusa Shinpachi Gosho                                               |                             | NHK                                                                                          |
| 1995              | 藏                                                                     |                             | NHK                                                                                          |
| 4 de mayo de 1996 | Volviendo al pájaro                                                    |                             | NHK                                                                                          |
| 1997              | Hombre adulto                                                          |                             | TBS                                                                                          |
| 1998              | Uesugi Takayama-Reforma administrativa hace 200 años                   | Kii                         | NHK                                                                                          |
| 1998              | Dos amores                                                             |                             | NHK                                                                                          |
| 2000              | Ichigo no Koto                                                         | Sawamura Sode               | NHK                                                                                          |
| 2001              | Al lado positivo Al lado positivo                                      | Ume Kaneko                  | TBS                                                                                          |
| 2003              | Chura-san 2                                                            | Machiko Konno               | NHK                                                                                          |
| 2003              | ¡Vi al ama de llaves! (2002, TV Asahi )                                | Shigeko Kano                | Vigésimo trabajo                                                                             |
| 2002              | Hannari Kikutaro                                                       | Masae                       | NHK                                                                                          |
| 2003              | Hanako, el roquero que volvió                                          | Koharu Haneda               | NHK                                                                                          |
| 2005              | Amor libre                                                             |                             | WOWOW                                                                                        |
| 2007              | Nuevo Hannari Kikutaro                                                 | Masae                       | NHK                                                                                          |
| 2014              | Pobre silencioso                                                       | Fusae Eda                   | NHK                                                                                          |
| 2018              | (In This Corner of the World [Ing]) (En un rincón de este mundo [Esp]) | Setsuko Hojo (moderno)      | TBS                                                                                          |
| 2019              | Sagideca                                                               | Shinobu Imamiya             | NHK General TV                                                                               |

## Radio
| Año           | Título | Notas                        |
| ------------- | --- | ---------------------------- |
| 1962          | Drama televisivo en 3D Hinoyama: 15º Premio Italia Categoría de drama estéreo Prix Italia                                                                                          | NHK                          |
| 1965          | CBC Golden Theatre Broadcast Improvisation A Disc Jockey - El 13 ° Premio de la Asociación Nacional de Locutores Comerciales en Disco Categoría de Programa Premio a la Excelencia | CBC Radio                    |
| 1971          | El color del celadón dramático es el color del cielo - Premio a la excelencia del 26º Festival de las Artes                                                                        | Nippon Cultural Broadcasting |
| 1999          | Dream at FM Theatre Chayu-ji Temple - Premio a la excelencia del 54.º Festival de las Artes                                                                                        | NHK-FM                       |
| 2007          | Libro rojo de FM Theater Angel | NHK-FM                       |
| junio de 2009 | Vuelos de radio nocturnos "la actriz habla sobre la posguerra I " | NHK por primera vez          |
|               | Cafetería de los domingos | NHK-FM                       |

## Discografía
| Fecha         | Sencillo           | Compositor | Letra      | Disquera |
| ------------- | ------------------ | ---------- | ---------- | -------- |
| Marzo de 1955 | Akatsuki no Chorus | Masao Koga | Yaso Saijo | Columbia |

## Libros
| Año  | Editorial                | Título                                                  | Editado por      |
| ---- | ------------------------ | ------------------------------------------------------- | ---------------- |
| 1992 | Asahi Shimbun            | (Mensaje de Okinawa de oración de Himeyuri [Esp])       |                  |
| 2008 | Periódicos Mainichi      | (Si te encanta, es del otro lado de la pantalla [Esp])  | Tomomi Katsuta   |
| 2018 | Waizu Shuppan            | (La actriz de películas de Rin Life Kyoko Kagawa [Esp]) | Tamaki Tachibana |
| 2019 | Asahi Shimbun Publishing | Grabación de la entrevista de "Yasujiro Ozu Taizen"     |                  |

## Honores y premios
| Año  | Otorga                                                              | Honor / Premio                       | Película           |
| ---- | ------------------------------------------------------------------- | ------------------------------------ | ------------------ |
| 1990 | Kinema Junpo Film Award                                             | 80° Premio a Actriz de reparto       | Shikibu Monogatari |
| 1993 | Crítica de Cine Japonés                                             | 3° Premio a Actriz                   | Madadayo           |
| 1993 | Mainichi Film Awards                                                | 48° Premio Kunuyo Tanaka             | Madadayo           |
| 1993 | Blue Ribbon Award                                                   | 36° Premio a Actriz de reparto       | Madadayo           |
| 1994 | Academia de Japón                                                   | 17° Premio a Mejor actriz de reparto | Madadayo           |
| 1995 | Crítica de Cine Japonés                                             | 5° Premio Golden Glory               |                    |
| 1998 | Medalla de Honor con Ribete Morado                                  |                                      |                    |
| 2002 | Crítica de Cine Japonés                                             | 12° Premio a Mejor Actriz de reparto | Noticias Amidado   |
| 2004 | Orden del Sol Naciente, Cuarta Clase, Rayos Dorados con Roseta      |                                      |                    |
| 2006 | Crítica de Cine Japonés                                             | Premio Zafiro                        |                    |
| 2008 | Kawakita                                                            | 26° Premio                           |                    |
| 2011 | FIAF Premio (Federación Internacional de Archivos Cinematográficos) | Primer japonés                       |                    |